# Фердинанд фон Ридхайм
Фердинанд фон Ридхайм/Ритхайм (на немски: Ferdinand von Riedheim/Rietheim; * 12 март 1543 в Калтенберг при Гелтендорф в Горна Бавария; † пр. 1611) е благордник от стария шабски род фон Ридхайм, господар на Ридхайм в Холцхайм и Хартхаузен при Ретенбах при Гюнцбург в Швабия, Бавария.
Дворецът Хартхаузен е от 1567 г. и до днес фамилна собственост. Правнук му Георг Фердинанд фон Ридхайм (1624 – 1672) е издигнат на фрайхер.

## Фамилия
Фердинанд фон Ридхайм се жени през октомври 1587 г. за Анна Шенк фон Щауфенберг († ок. 1620/1625), дъщеря на Албрехт Шенк фон Щауфенберг († 1593) и първата му съпруга Катарина фон Клозен († 1571), дъщеря на Ханс Кристоф фон Клозен († 1549) и Анна фон Ландау († 1545). Те имат един син:
- Албрехт Еголф фон Ридхайм (* 1589; † сл. 1641), женен на 9 февруари 1620 г. в Герн за Анна Елизабет фон Клозен († сл. 1631), дъщеря на чичо му фрайхер (през 1624 г.) Георг Кристоф фон Клозен (1573 – 1638) и Елизабет фон Гумпенберг (1577 – 1636); и внучка на Ханс Якоб фон Клозен (1536 – 1606) и правнучка на Ханс Кристоф фон Клозен († 1549) и Анна фон Ландау († 1545); те имат един син:
  - Георг Фердинанд фон Ридхайм (* 6 януари 1624, Хартхаузен; † 31 декември 1672, Ротенбах при Гюнцбург), фрайхер, женен на 8 януари 1648 г. в Рамсберг за Катарина Франциска фон Бубенхофен † 3 юли 1682, Ротенбах); имат дъщеря

## Галерия
- Герб на род фон Ридхайм
- Родословно дърво на род Ридхайм
- Дворец Калтенберг
- Дворец Хартхаузен